# Veresegyház–Gödöllő-vasútvonal

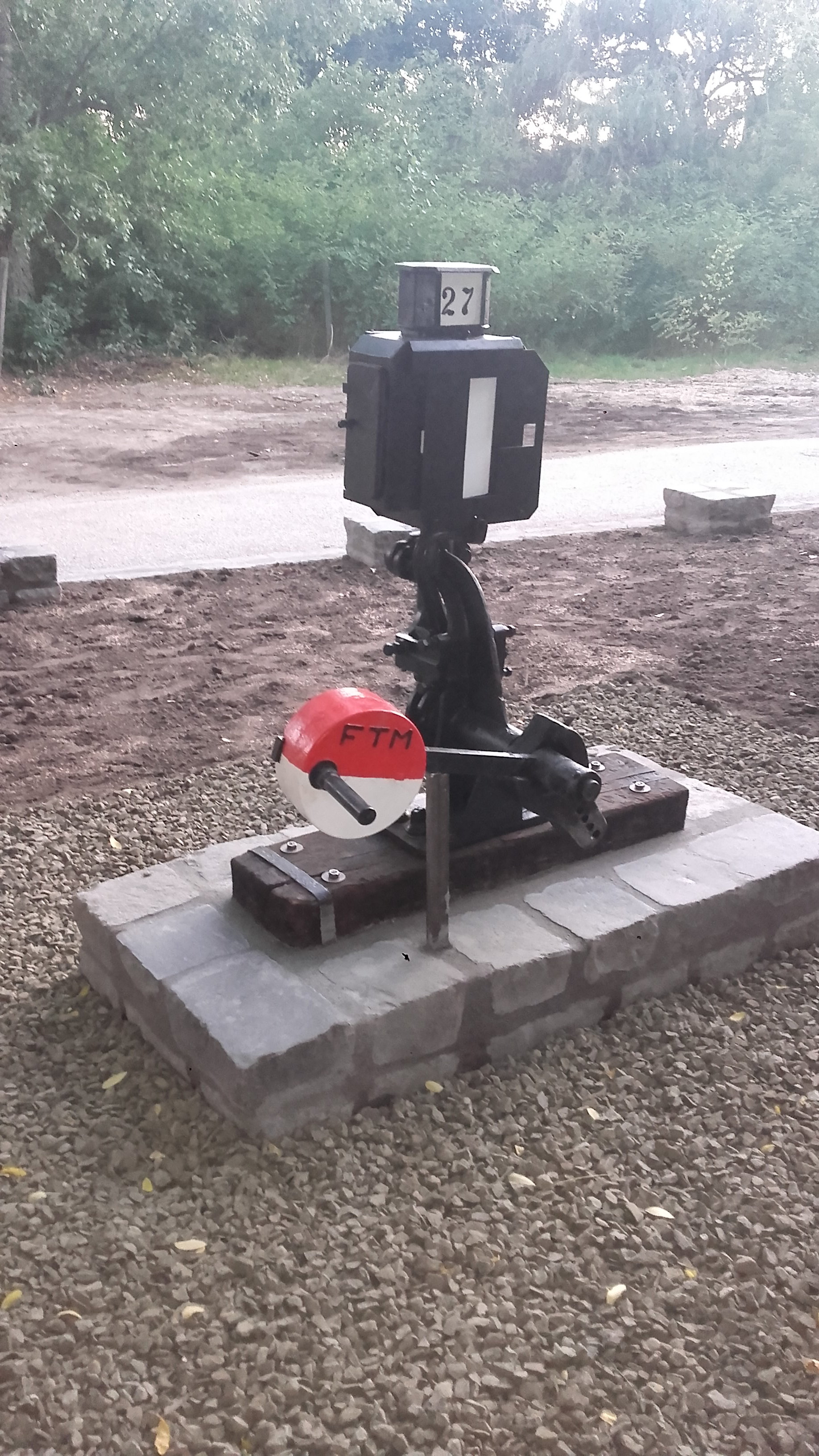
A vasútvonal emlékére 2019-ben kiállított váltóállító készülék, Gödöllőn a Felsőöreghegy megállóhely épülete mellett, a Kismuki téren

Az 1970-ben megszüntetett és azóta elbontott Veresegyház–Gödöllő-vasútvonal a két települést kötötte össze a Gödöllői-dombságban. Utoljára a 72-es menetrendi vonalszámot viselte.

## Története
A helyiérdekű vasút létesítését az 1908. évi XXXIV. törvénycikk engedélyezte. A vasútvonal a ma is üzemelő, Budapestet Veresegyházon át Váccal összekötő vonallal volt forgalmi és tulajdonosi szempontból szoros kapcsolatban, a két vasútvonalat egy társaság, a Villamos Vállalatok Részvénytársaság létesítette. A társaság a veresegyházi állomásától a Magyar Királyi Államvasutak gödöllői állomásáig tartó vonalszakaszt, a Rákospalota-Újpest és Veresegyház közötti vonalszakasszal együtt, 1911. szeptember 2-án nyitotta meg a forgalomnak.
A kezdetektől fogva villamosüzemre berendezett vasútvonal kezelését a MÁV látta el.
A felépítmény a helyiérdekű vasutaknál szokásosan alkalmazott 12 m hosszú, 23,6 kg/fm tömegű, „i” jelű sínekből épült, a síneket vágánymezőnként 17 darab talpfára fektették.

## Megszüntetése
A második világháborúban a felsővezeték tönkrement, így a vonalon gőzvontatást alkalmaztak, többnyire 275-ös sorozatú mozdonyokkal. A vasúti pálya rossz állapotára való hivatkozással a forgalmat 1970. június 30-án állították le, amit helyközi autóbuszjárat vett át. A Gödöllő belső területén felhagyott négy hajdani vasúti megállóhely (Felsőöreghegy, Knézits Károly utca, Alsóöreghegy, Besnyői út) és Veresegyház állomás között azóta sincsen közvetlen autóbuszos összeköttetés. Ezután a vasutat Gödöllőtől a veresegyházi fatelepig elbontották. Veresegyházon az iparvágányként használt vágányszakaszt a Budapest–Vácrátót–Vác-vasútvonal 1998-as felújításakor bontották el. Gödöllő vasútállomástól északra néhány száz méteres szakaszt hagytak meg, szintén iparvágányként. Ezt pedig a Budapest–Sátoraljaújhely-vasútvonal 2018–2020 között elvégzett felújításakor bontották el. Szadán a Vasút utca – Hársfa utca, Gödöllőn az Akácfa utca – Galagonya utca – Blaháné utca – Hunyadi János utca – Testvérvárosok útja az egykori vasút nyomvonalán halad.